# Independente Futebol São Joseense
Independente Futebol São Joseense, kortweg São Joseense is een Braziliaanse voetbalclub uit de stad São José dos Pinhais in de staat Paraná. 

## Geschiedenis
De club werd in 2015 opgericht en nam het volgende seizoen deel aan de derde klasse van de staatscompetitie. In 2017 werd de club daar kampioen, nadat ze Rolândia versloegen. Het volgende seizoen in de tweede klasse werden ze meteen vicekampioen achter Cascavel. Na twee seizoenen in de middenmoot werd de club in 2021 opnieuw kampioen en promoveerde zo naar de hoogste klasse. De club kwalificeerde zich in het eerste seizoen meteen voor de nationale Série D 2023 en werd daar in de groepsfase uitgeschakeld. 